# Pseudaphritis urvillii
El congolli (Pseudaphritis urvillii) es una especie de pez perciforme que vive en Australia. Es la única especie de la familia Pseudaphritidae y del género Pseudaphritis, aunque inicialmente fue clasificado como miembro de la familia Bovichthyidae.

## Taxonomía
Fue descrito formalmente por primera vez bajo el nombre de Aphritis urvillii en 1832 por Achille Valenciennes, pero el nombre Aphritis era un sinónimo del género Microdon nombrado por Pierre André Latreille en 1805. El género Pseudaphritis fue descrito por el zoólogo francés Francis de La Porte Castelnau en 1872. Pseudaphritidae fue nombrada por primera vez por el ictiólogo australiano Allan Riverstone McCulloch en 1929. Pseudaphritidae es familia hermana de Bovichtidae y Eleginopidae, y todos ellos son hermanos del resto de las familias de los nototenioides que se ubican en la superfamilia Cryonotothenioidea. También es una de las dos familias del suborden Notothenioidei con una distribución principalmente no antártica. Es la única especie de su género y familia.
El nombre del género Pseudaphritis es una palabra compuesta: pseudo, que significa «falso», y aphritis, un nombre que se remonta a Aristóteles, quien lo utilizó para nombrar un tipo de anchoa o pejerrey. Valenciennes utilizó originalmente Aphritis como nombre del género, pero este nombre no estaba disponible porque Pierre Andre Latreille lo había utilizado para un género de moscas llamado Microdon en 1804. Lev Berg propuso un nombre sustituto, Phricus, pero terminó siendo sinónimo del nombre anterior propuesto por Castelnau, Pseudaphritis. Su nombre específico actual se eligió en honor al explorador Jules Dumont d'Urville, líder de la expedición Astrolabe, en la cual se recolectó el holotipo del pez. Eleginus bursinus, propuesto por Georges Cuvier, también es un sinónimo antiguo de Pseudaphritis urvillii pero ha sido descartado debido al uso predominante del nombre actual.

## Distribución y hábitat
El congolli se encuentra en agua dulce, salobre y marina alrededor del sureste de Australia, incluida Tasmania, y es endémico de dicho país. Vive principalmente en aguas de movimiento lento de estuarios, ríos y arroyos. La temperatura del agua en su hábitat varía entre 5 a 20 °C. Este pez vive en áreas con obstáculos de troncos, bancos salientes y hojarasca.
En 2017, un proyecto realizado por el Departamento de Medio Ambiente, Agua y Recursos Naturales, y llevado a cabo por voluntarios, registró ejemplares de congolli en 5 ríos de la Isla Canguro en Australia Meridional por primera vez. Estos peces se han recuperado en el río Glenelg, en el suroeste de Victoria, después de años de ausencia.

## Descripción
Es un pez delgado, de coloración blanco plateado en la parte inferior y moteado. Su cabeza es ligeramente aplanada, con los ojos dispuestos hacia la parte superior y el hocico puntiagudo. Tiene dos aletas dorsales separadas. El color varía según el lugar donde vive: puede ser azulado, violáceo o marrón rojizo, jaspeado de marrón verdoso en la parte superior o de un color blanco amarillento a plateado en la parte inferior. Los alevines tienen manchas negras en su superficie dorsal.
Por lo general, los adultos crecen hasta 17 cm de largo. El ejemplar más grande hallado mide unos 36 cm de largo.

## Alimentación y reproducción
Es un depredador carnívoro de emboscada y se alimenta de insectos (mayormente en agua dulce), peces, crustáceos (mayormente en estuarios), gusanos, moluscos y otros invertebrados.
Los congolli son catádromos: habitan en cuerpos de agua dulce cuando son adultos y migran río abajo hacia los estuarios para desovar. Los adultos migran al sur hacia los estuarios y se reproducen a fines de abril y agosto. Las larvas son transportadas hasta el mar y se desplazan lentamente río arriba mientras crecen; los adultos viven más arriba. Generalmente se entierra en el sustrato.

## Importancia para el hombre
Los pueblos aborígenes de Australia se alimentaban de congolli, y hoy en día su carne se considera «un alimento excelente». Sin embargo, rara vez son lo suficientemente grandes para la pesca comercial, aunque alguna vez fueron una parte menor de la pesca en el Bajo Murray.